# Молода гвардія (дитячий центр)
Молода гвардія — український дитячий центр розташований у м. Одеса у парковій зоні відпочинку «Лузанівка» на березі Чорного моря. В українському дитячому центрі «Молода гвардія» постійно діють три табори — «Сонячний», «Зоряний» і «Прибережний», найстарший з таборів «Морський» знаходиться на реконструкції. Кожен із таборів має свою територію, спортивні майданчики, ритуальні майданчики, їдальні.

## Історія
Заснований у 1924 році на місці колишнього помістя графа Лузанова (Одеська область, УРСР) піонерський табір республіканського значення «Комуна юних піонерів у Лузанівці».
У 1928 році на місці піонерського табору був організований літній дитячий табір санаторного типу для дітей хворих туберкульозом.
У 1935 році, на базі дитячого табору організований дитячий санаторій «Український Артек».
1956 передається Центральному Комітету комсомолу України та із санаторію реорганізується в піонерський табір, якому присвоюється ім'я «Молода гвардія» на честь молодих підпільників м. Сорокине, що боролися з фашистами.
У 1959 році в піонерському таборі обладнана школа, з того ж року табір починає працювати цілорічно.
Нову назву — Дитячий центр «Молода гвардія» отримує в 1992 році після передачі його СПОУ (Спілці піонерських організацій України).